# Große Freiheit (album)
Große Freiheit è il settimo album in studio del gruppo musicale tedesco Unheilig, pubblicato nel 2010.

## Tracce
1. Das Meer – 3:39
2. Seenot – 4:22
3. Für Immer – 3:22
4. Geboren um zu Leben – 3:50
5. Abwärts – 3:30
6. Halt mich – 3:47
7. Unter Feuer – 5:03
8. Große Freiheit – 3:48
9. Ich gehöre mir – 3:34
10. Heimatstern – 4:10
11. Sternbild – 4:28
12. Unter Deiner Flagge – 4:10
13. Fernweh – 4:51
14. Schenk mir ein Wunder (Bonus track) – 4:36
15. Auf Kurs (Bonus track) – 4:38
16. Neuland – 4:31